# Benjamin Raich
Benjamin Raich (* 28. února 1978 Arzl im Pitztal, Rakousko) je rakouský alpský lyžař, který ve světovém poháru závodil devatenáct sezón mezi lety 1996–2015. Během profesionální kariéry představoval univerzálního lyžaře, jenž startoval v točivých i rychlostních disciplínách. Stal se dvojnásobným olympijským vítězem na Turínské olympiádě 2006 a trojnásobným mistrem světa ze šampionátů v Bormiu 2005 a Åre 2007.
Celkově vybojoval 14 medailí z olympijských her a mistrovství světa. Ve světovém poháru vyhrál 36 závodů – ve všech disciplínách vyjma sjezdu, což k roku 2015 historicky představovalo šestou příčku a první mezi aktivními lyžaři. Na startu se objevil 441krát a do desátého místa se umístil 227krát. Prvním vítězným závodem se 7. ledna 1999 stal stalom v rakouském Schladmingu. Naposledy pak triumfoval 25. února 2012 ve švýcarské Crans Montaně, když nenašel přemožitele v super obřím slalomu.
V roce 2006 dosáhl na velký křišťálový glóbus (vítězství v celkové klasifikaci) a pětkrát skončil druhý. Nad hlavu zdvihl také osm malých křišťálových glóbů pro sezónního šampiona jednotlivých disciplín, když třikrát ovládl slalom, třikrát kombinaci a dvakrát obří slalom. Na základě dosažených výsledků byl řazen k nejlepším lyžařům světového poháru. Aktivní kariéru ukončil 10. září 2015, kdy už necítil motivaci pokořovat další rekordy.
V roce 2006 vyhrál rakouskou anketu Sportovec roku. Sestra Carina Raichová je bývalská alpská lyžařka a účastnice ZOH 2002 v Salt Lake City. Jeho manželkou je lyžařská mistryně světa Marlies Schildová.

## Vítězství ve Světovém poháru

### Sezonní vítězství (křišťálové glóby)
| Sezóna | disciplína  |
| ------ | ----------- |
| 2001   | slalom      |
| 2005   | obří slalom |
| 2005   | slalom      |
| 2005   | kombinace   |
| 2006   | celkově     |
| 2006   | obří slalom |
| 2006   | kombinace   |
| 2007   | slalom      |
| 2010   | kombinace   |

### Vyhrané závody
- 36 celkových vítězství
  - 14 ve slalomu
  - 14 v obřím slalomu
  - 7 v kombinaci
  - 1 v super obřím slalomu

| Datum             | místo              | disciplína      |
| ----------------- | ------------------ | --------------- |
| 7. leden 1999     | Schladming         | Slalom          |
| 10. leden 1999    | Flachau            | Obří slalom     |
| 17. leden 1999    | Wengen             | Slalom          |
| 26. únor 2000     | Jongpchjong        | Obří slalom     |
| 18. březen 2000   | Bormio             | Obří slalom     |
| 14. leden 2001    | Wengen             | Slalom          |
| 21. leden 2001    | Kitzbühel          | Slalom          |
| 23. leden 2001    | Schladming         | Slalom          |
| 11. březen 2001   | Åre                | Slalom          |
| 21. prosinec 2001 | Kranjska Gora      | Obří slalom     |
| 3. leden 2004     | Flachau            | Obří slalom     |
| 18. leden 2004    | Wengen             | Slalom          |
| 27. leden 2004    | Schladming         | Slalom          |
| 5. prosinec 2004  | Beaver Creek       | Slalom          |
| 14. leden 2005    | Wengen             | Kombinace       |
| 26. únor 2005     | Kranjska Gora      | Obří slalom     |
| 21. prosinec 2005 | Kranjska Gora      | Obří slalom     |
| 7. leden 2006     | Adelboden          | Obří slalom     |
| 13. leden 2006    | Wengen             | Super-Kombinace |
| 22. leden 2006    | Kitzbühel          | Kombinace       |
| 3. únor 2006      | Chamonix           | Super-kombinace |
| 10. březen 2006   | Šigakogen          | Slalom          |
| 17. březen 2006   | Åre                | Obří slalom     |
| 12. listopad 2006 | Levi               | Slalom          |
| 6. leden 2007     | Adelboden          | Obří slalom     |
| 23. leden 2007    | Schladming         | Slalom          |
| 3. březen 2007    | Kranjska Gora      | Obří slalom     |
| 9. březen 2007    | Kvitfjell          | Super-Kombinace |
| 18. březen 2007   | Lenzerheide        | Slalom          |
| 9. prosinec 2007  | Bad Kleinkirchheim | Slalom          |
| 7. prosinec 2008  | Beaver Creek       | Obří slalom     |
| 12. prosinec 2008 | Val-d'Isère        | Super-Kombinace |
| 10. leden 2009    | Adelboden          | Obří slalom     |
| 13. březen 2009   | Åre                | Obří slalom     |
| 11. prosinec 2009 | Val-d'Isère        | Superkombinace  |
| 25. únor 2012     | Crans-Montana      | Super-G         |

## Umístění ve Světovém poháru
| Rok / Pořadí | Rok / Pořadí | Celkově | Celkově | Sjezd  | Sjezd | Super G | Super G | Obr.slalom | Obr.slalom | Slalom | Slalom | Kombinace | Kombinace |
| ------------ | ------------ | ------- | ------- | ------ | ----- | ------- | ------- | ---------- | ---------- | ------ | ------ | --------- | --------- |
| Rok / Pořadí | Rok / Pořadí | Pořadí  | Body    | Pořadí | Body  | Pořadí  | Body    | Pořadí     | Body       | Pořadí | Body   | Pořadí    | Body      |
| 1997/98      | 1997/98      | 96.     | 26      | -      | -     | -       | -       | 37.        | 26         | -      | -      | -         | -         |
| 1998/99      | 1998/99      | 10.     | 575     | -      | -     | 32.     | 29      | 6.         | 286        | 7.     | 260    | -         | -         |
| 1999/00      | 1999/00      | 9.      | 788     | -      | -     | -       | -       | 4.         | 420        | 6.     | 368    | -         | -         |
| 2000/01      | 2000/01      | 4.      | 865     | -      | -     | -       | -       | 4.         | 320        | 1.     | 545    | -         | -         |
| 2001/02      | 2001/02      | 9.      | 526     | -      | -     | -       | -       | 2.         | 429        | 19.    | 97     | -         | -         |
| 2002/03      | 2002/03      | 8.      | 622     | -      | -     | 37.     | 24      | 8.         | 231        | 6.     | 367    | -         | -         |
| 2003/04      | 2003/04      | 3.      | 1139    | 35.    | 41    | 8.      | 215     | 4.         | 255        | 3.     | 468    | 2.        | 160       |
| 2004/05      | 2004/05      | 2.      | 1454    | 26.    | 117   | 6.      | 262     | 1.         | 423        | 1.     | 552    | 1.        | 100       |
| 2005/06      | 2005/06      | 1.      | 1410    | 28.    | 58    | 15.     | 116     | 1.         | 481        | 3.     | 410    | 1.        | 345       |
| 2006/07      | 2006/07      | 2.      | 1255    | 32.    | 59    | 13.     | 106     | 3.         | 319        | 1.     | 605    | 5.        | 166       |
| 2007/08      | 2007/08      | 2.      | 1298    | 36.    | 33    | 3.      | 286     | 2.         | 438        | 8.     | 358    | 6.        | 183       |
| 2008/09      | 2008/09      | 2.      | 1007    | 32.    | 44    | 14.     | 97      | 2.         | 462        | 10.    | 239    | 5.        | 165       |